# Josefine Dora
Josefine Dora (1867 – 1944) foi uma atriz austríaca. Ela atuou em mais de 100 filmes entre 1913  e sua morte, geralmente em papéis secundárias, tais como The Virtuous Sinner (1931).

## Filmografia selecionada
- The Doll (1919)
- Romeo and Juliet in the Snow (1920)
- The Brothers Karamazov (1921)
- The Stranger from Alster Street (1921)
- The Flight into Death (1921)
- Express Train of Love (1925)
- The False Prince (1927)
- The Love of Jeanne Ney (1927)
- Mischievous Miss (1930)
- Cyanide (1930)
- Pension Schöller (1930)
- The Virtuous Sinner (1931)
- The Trunks of Mr. O.F. (1931)
- A Woman With Power of Attorney (1934)
- The Deruga Case (1938)
- Woman at the Wheel (1939)
- The Scoundrel (1939)
- Our Miss Doctor (1940)
- Clarissa (1941)
- Goodbye, Franziska (1941)
- Music in Salzburg (1944)